# Franco Amaya
Franco Amaya (Villa María, Córdoba, Argentina. 3 de septiembre de 1979) es un futbolista argentino. Juega como centrocampista defensivo y su equipo actual es Racing de Olavarría.

## Clubes
| Club                | País      | Temporadas  | Partidos Jugados | Goles |
| ------------------- | --------- | ----------- | ---------------- | ----- |
| Belgrano            | Argentina | 1999 - 2003 | 57               | 3     |
| Racing de Córdoba   | Argentina | 2003 - 2004 | 23               | 2     |
| General Paz Juniors | Argentina | 2004        | 12               | 1     |
| Cipolletti          | Argentina | 2005 - 2006 | 27               | 1     |
| Racing de Córdoba   | Argentina | 2006        | 9                | 0     |
| Boca Unidos         | Argentina | 2007 - 2012 | 122              | 11    |
| Tiro Federal        | Argentina | 2012        | ?                | ?     |
| Racing de Olavarría | Argentina | 2013        |                  |       |
| Chaco For Ever      | Argentina | 2013        |                  |       |

## Logros
| Título      | Club        | Temporada |
| ----------- | ----------- | --------- |
| Argentino A | Racing      | 2003      |
| Argentino B | Boca Unidos | 2007      |
| Argentino A | Boca Unidos | 2008      |